# Мондада (Варезе)
Мондада је насеље у Италији у округу Варезе, региону Ломбардија.
Према процени из 2011. у насељу је живело 9 становника. Насеље се налази на надморској висини од 399 м.